# ГЕС Мозес-Сондерс
ГЕС Robert H. Saunders/St. Lawrence-Franklin D. Roosevelt – бінаціональна гідроелектростанція на межі провінції Онтаріо (Канада) та штату Нью-Йорк (США). Знаходячись перед ГЕС Beauharnois, становить верхній ступінь каскаду на річці Святого Лаврентія, яка дренує Великі озера.
Пройшовши пороги Лонг-Саулт річка розділялась на дві протоки, котрі оминали великий острів Barnhart. Саме цю ділянку обрали для спорудження потужної гідроенергетичної схеми, котру реалізували між 1954 та 1959 роками. Праву протоку (котра повністю знаходиться на території США) перекрили бетонною греблею Лонг-Саулт висотою 33 метри та довжиною 902 метри, яка потребувала 570 тис м3 матеріалу. У складі гідрокомплексу вона забезпечує скидання надлишкової води під час повені та включає 30 шлюзів із шириною проходу 9 метрів. За шість кілометрів нижче ліву протоку повністю перекрила будівля руслового машинного залу висотою 60 метрів та довжиною 979 метрів, на яку пішло 678 тис м3 бетону.  
Разом з протяжними дамбами (лише на стороні США їх довжина складає 18 км) зазначені дві греблі утримують водосховище, котре носить назву Озеро Святого Лаврентія та має площу поверхні 259 км2 і об’єм 372 млн м3. Воно поглинуло пороги Лонг-Саулт та розповсюдилось вверх по долині на 48 км, до греблі Ірокез. Ця бетонна споруда висотою 22 метри та довжиною 604 метри не має власних генеруючих потужностей, а лише контролює перепуск води до Озера Святого Лаврентія. 
По правому берегу зі сховища у нижній б’єф проклали судноплавний канал Wiley-Dondero, котрий має два послідовні шлюзи – Eisenhower та Снелл – з розмірами шлюзової камери 223х23 метри. Залишки попереднього судноплавного каналу Корнуолл, який прямував по канадській території, наразі задіяні для перепуску надлишкової води.
В машинному залі встановили 32 турбіни типу Каплан, котрі використовують напір у 25,3 метрів. Шістнадцять канадських мають потужність по 65,3 МВт (разом 1045 МВт), тоді як належні штату Нью-Йорк агрегати номіновані на рівні 57 МВт (разом 912 МВт). Постійна велика водність річки дозволяє досягати виского коефіцієнту використання потужності, так, лише ГЕС St. Lawrence-FDR виробляє 6,65 млрд кВт-год електроенергії на рік.